# Willy Hagara
Willy Hagara (Wenen, 4 juni 1927 - Wiesbaden, 15 mei 2015) was een Oostenrijkse schlagerzanger en acteur.

## Carrière
Willy Hagara groeide op in Wenen en begon in 1941 met een opleiding tot postbeambte. Hij werd vervolgens opgeroepen voor arbeidsdienst en was soldaat bij de Duitse luchtmacht tijdens de Tweede Wereldoorlog. Na het einde van de oorlog ging Hagara weer aan het werk op het postkantoor en kreeg er zang- en acteerlessen bij. In 1946 won hij een schlagerwedstrijd in de Weense Kongresshaussaal, waarna hij werd aangenomen als vervangend zanger bij het orkest van Johannes Fehring. Dit werd in 1948 een vaste aanstelling en Hagara werd een van de meest populaire zangers van die tijd. Na zijn eerste opnamen bij de Oostenrijkse platenmaatschappij Harmona, werd hij in 1953 gecontracteerd door het Oostenrijkse Philips, waar in 1954 Hagara's eerste platensucces Diesmal muss es Liebe sein werd uitgebracht.
Een jaar later werd hij overgenomen door Philips in Duitsland, waar hij tot 1963 een van de meest geproduceerde zangers was. Na zijn grootste platensucces Casetta in Canada in 1958, die nummer drie in de hitlijsten bereikte, beleefde hij van medio 1960 tot medio 1962 zijn meest succesvolle fase in de platenbusiness, waarin elke single zich plaatste in de hitlijsten. Nadat het nummer Caterina in juli 1962 nummer zeven had bereikt, kwam er een einde aan Hagara's weg naar succes, omdat geen van zijn volgende platen de hitlijsten bereikte. In 1959 miste Hagara een groter succes met Mandolinen und Mondschein, omdat Philips de single te laat had uitgebracht. Terwijl de Polydor-versie met Peter Alexander medio maart in de hitlijsten verscheen en uiteindelijk nummer drie bereikte, bracht Philips pas drie weken later Hagara's single uit, die als laatkomer nummer 14 bereikte in de hitlijsten. In 1963 liep zijn platencontract bij Philips af en stapte Hagara over naar Electrola, waar hij werd begeleid door de succesvolle producent Heinz Gietz. Tot 1966 werden er acht singles geproduceerd, die zich allemaal niet plaatsten in de hitlijst. Electrola bracht ook Hagara's eerste lp I bin halt a echt's Weaner Kind uit, waarop hij Weense liedjes zong. Verdere singles verschenen tot 1973 bij kleinere platenmaatschappijen. Daarna beëindigde Hagara zijn opnamecarrière. Dat liet ook sporen na in de DDR, waar de staatsplatenmaatschappij Amiga tussen 1959 en 1961 vijf singles uitbracht. Hagara's nummer kwam op de A-kant, terwijl de B-kant was uitgerust met een DDR-productie. Hagara's opnamen omvatten zijn succesvolle nummers Mandolinen und Mondschein en Pepe.
Zoals gewoonlijk verscheen Hagara, nadat hij in de jaren 1950 aan populariteit won, in tal van films. Hij kreeg zijn eerste rol in 1957 in de heimatfilm Weißer Holunder en in 1961 was hij de hoofdrolspeler onder de zangers in zijn laatste bioscoopoptreden in de muziekfilm Ramona. Hagara had later tal van televisieoptredens tot 1980, onder meer in verschillende televisiefilms.

## Privéleven en overlijden
Sinds de jaren 1960 woonde hij in Rheingau. In 1969 kreeg hij een miljoenenerfenis. Zijn vader, de Hongaarse zakenman Franz Hagara vererfde hem een villa en meerdere grondstukken in Wenen. In 1986, na de dood van zijn vrouw, trok Willy Hagara zich uiteindelijk terug uit de showbusiness, maar verscheen sporadisch in tv-muziekmemoires, bijvoorbeeld in 1996 met Melodien für Millionen, die werd gepresenteerd door Dieter Thomas Heck.
Willy Hagara overleed in mei 2015 op 87-jarige leeftijd.

## Discografie

### Vinylsingles
| Jaar | A-/B-kant                                                                   | Catalogusnr. |
|      |                                                                             | Philips      |
| 1954 | Diesmal muß es Liebe sein                                                   |              |
| 1954 | Auf dem blauen Meer                                                         |              |
| 1954 | Sterne über Colombo / Eine Melodie geht um die Welt                         | 84048        |
| 1955 | Sie heißt Susanne / Ein Häuschen mit Garten                                 | 384150       |
| 1956 | Grüß das Haus am Missouri / Musik zum träumen                               | 344733       |
| 1956 | Eine Kutsche voller Mädels / Kätchen, mein Mädchen                          | 344769       |
| 1956 | Wenn du mich liebst / Ich hab alles auf der Welt gesehen                    | 344793       |
| 1956 | Du bist ein Mädel / Nur einmal                                              | 344829       |
| 1956 | Der Schmied von Palermo / Lieb Kind                                         | 344834       |
| 1956 | Ich spiel so gern am Sonntag / Meine Frau, meine Kinder und ich             | 344875       |
| 1957 | Ich schlendre langsam durch die Stadt / Das macht die Liebe                 | 344920       |
| 1957 | Der Enrico und sein Esel / Veronika                                         | 344937       |
| 1957 | Maria-Marietta / Auf silbernen Wogen                                        | 344969       |
| 1958 | Cindy, oh Cindy                                                             |              |
| 1958 | Casetta in Canada / Rom bei Nacht                                           | 345001       |
| 1958 | Nur in Portofino / Du kennst mich                                           | 345029       |
| 1958 | Ein Lied erklingt / Küßt dich ein Mädchen aus Flandern                      | 345054       |
| 1958 | Auch ein Clown hat ein Herz / Kleine Ballerina                              | 345056       |
| 1958 | Mich lieben alle Frauen / Hey Billy                                         | 345075       |
| 1958 | Wenn du singen kannst / Jetzt weiß ich erst wie lieb du bist                | 345076       |
| 1959 | Mandolinen und Mondschein / Nur Liebe                                       | 345132       |
| 1959 | Du bist schön / Parika-Rock                                                 | 345133       |
| 1959 | Ein Herz und eine Rose / So bist nur du                                     | 345153       |
| 1959 | Dinge-dange-dong / Ich habe sieben Bräute                                   | 345167       |
| 1960 | So ein Milano-Mandolino / Blue Lady                                         | 345204       |
| 1960 | Die Straßen dieser Welt / Colombella                                        | 345221       |
| 1960 | Freunde fürs Leben / Kleine Denise aus Paris                                | 345238       |
| 1960 | Karneval in Portugal / Dankeschön Paris                                     | 345265       |
| 1961 | Pepe / Liebe kleine Stadt                                                   | 345277       |
| 1961 | Das sind die Beine von Jacqueline / Er hat schon wieder etwas Neues         | 345306       |
| 1961 | Mach’s doch so wie Aladin / Es kann dein Glück sein                         | 345307       |
| 1962 | Du spielst ’ne tolle Rolle / Ich wohne direkt neben dir                     | 345365       |
| 1962 | Caterina / Loralu                                                           | 345397       |
| 1962 | Der Mond ist der Freund der Verliebten / Reich mir noch einmal die Hände    | 345513       |
| 1963 | Fini im Bikini / An jedem Arm ein schönes Mädchen                           | 345560       |
| 1963 | Champagner für alle / Angelika                                              | 345600       |
|      |                                                                             | Electrola    |
| 1964 | Sie war wunderbar / Meine Liebe ist dein                                    | 22641        |
| 1964 | Das kann keine so wie du / Jagd-Trophäen                                    | 22690        |
| 1964 | Daran könnt ich mich gewöhnen / Liebesleid                                  | 22776        |
| 1965 | Mach deine Augen zu / Du bist schön                                         | 22877        |
| 1965 | Und sowas ist ungeküßt                                                      | 22988        |
| 1965 | Mach aus mir keinen Engel / Plauder-Tango                                   | 23013        |
| 1966 | Sag es mit Rosen / Für dich                                                 | 23141        |
| 1966 | Mein Traum von vis-a-vis / Roter Hula Moon                                  | 23404        |
|      |                                                                             | Cornet       |
| 1966 | Liebling, hol’ die Feuerwehr / Gestern, Heute, Morgen                       | 3004         |
| 1967 | Der Tanz mit dir / Ich bin einsam                                           | 3020         |
| 1967 | Weißer Winterwald / Laßt den Weg uns geh’n                                  | 3039         |
| 1968 | Bla-Bla-Blu / Eine Walzernacht                                              | 3054         |
|      |                                                                             | Pop Musik    |
| 1972 | Italienisch klingt so wunderschön / Lieselotte laß’ uns auf die Wiese geh’n | 32038        |
|      |                                                                             | Bocaccio     |
| 1973 | Hecht im Karpfenteich / Küß mich einmal, küß mich zweimal                   | 45402        |
|      |                                                                             | Amiga        |
| 1959 | Mandolinen und Mondschein / Instrumental: 6 aus 49                          | 450074       |
| 1959 | Dinge-dange-dong / Helga Brauer: Für dich                                   | 450125       |
| 1959 | So eine Milano-Mandoline / Dieter Resch: Gitarren, Sonne und Meer           | 450157       |
| 1960 | Wie wär’s / Instrumental: Chant Sans Paroles                                | 450176       |
| 1961 | Pepe / Peter Beil: Molto Bene                                               | 450234       |

## Albums

### Studioalbums
- I bin halt a echt’s Weaner Kind, Electrola 83561, 1963
- Urlaub in Wien, Volksplatte 6043, 1965
- Von einem kleinen Kaffeehaus, Kurier 100116, 1972
- Immer wieder Wienerlieder, Diamant 12036, 1973

### Compilaties
- Casetta In Canada, Bear Family, 2007
- Seine größten Erfolge, ZYX, 2010
- Komm ein bisschen mit nach Italien, MusicTales, 2011
- Mandolinen und Mondschein, MusicTales, 2011
- Es kann im Frühling sein, MusicTales, 2015

### EP's
- Willy Hagara gibt seine Visitenkarte ab, Philips 423183, 1955
- Willy Hagara ist Trumpf, Philips 423223, 1958
- Paprika, Philips 423287, 1959
- Willy Hagara, Philips 423348, 1960

## Filmografie
- 1957: Weißer Holunder
- 1958: Liebe, Mädchen und Soldaten
- 1959: Mein ganzes Herz ist voll Musik
- 1959: Der Haustyrann
- 1959: Laß mich am Sonntag nicht allein
- 1959: Paprika
- 1961: Ramona

- CiNii: DA16398788
- Gemeinsame Normdatei: 134395255
- International Standard Name Identifier: 0000 0000 8363 2695
- Library of Congress Control Number: no2007058890
- MusicBrainz: f73f204f-f793-42a9-96fb-03bd34312f17
- Virtual International Authority File: 21920381
- WorldCat: E39PBJq6XRTYf9RvGY7KTXc3wC